# 奈良鉄道

路線図（1905年2月7日）

奈良鉄道（ならてつどう）は、現在の奈良線全線、桜井線の過半などを建設、運営していた日本の私鉄である。事業は1905年に関西鉄道に譲渡され、さらに1907年（明治40年）に国有化された。

## 歴史
京都と奈良を結ぶ鉄道として計画された。建設は京都から進められ、1896年（明治29年）に七条 - 奈良間が全通した。また、奈良 - 桜井間はこの区間を建設していた初瀬鉄道を（明治30年）に合併し、1898年（明治32年）に全通した。
1904年（明治37年）に近畿鉄道合同の交渉が持たれ、南和鉄道とともに関西鉄道に合流を決め、翌1905年（明治38年）に鉄道一切が引き継がれた。

### 年表
- 1895年（明治28年）
  - 9月5日 京都 - 伏見間3M23C開業[7]
  - 11月3日 伏見 - 桃山間1M9C開業
- 1896年（明治29年）
  - 1月25日 桃山 - 玉水間12M46C開業
  - 3月13日 玉水 - 木津間4M50C開業
  - 4月18日 木津 - 奈良間4M32C開業[8]
- 1897年（明治30年）4月1日 官鉄の京都駅から奈良鉄道単独の七条駅として分離。
- 1898年（明治31年）5月11日 桜井 - 京終間11M10C開業
- 1899年（明治32年）
  - 2月11日 京終 - 奈良間仮連絡線により貨物営業開始
  - 10月14日 奈良 - 京終間1M5C開業
- 1905年（明治38年）2月8日 関西鉄道に譲渡

## 路線
関西鉄道に譲渡当時の路線は38マイル15チェーンであった。
- 七条 - 奈良
  - 七条 - 桃山間は現在のJR奈良線のルートとは異なり、近鉄京都線の原型となる伏見駅を経由するルートをとっていた。
- 奈良 - 桜井

## 輸送・収支実績
| 年度 | 乗客（人） | 貨物量（トン） | 営業収入（円） | 営業費（円） | 益金（円） |
| ---- | ---------- | -------------- | -------------- | ------------ | ---------- |
| 1895 | 223,155    | 498            | 33,719         | 14,237       | 19,482     |
| 1896 | 2,051,762  | 38,755         | 165,794        | 72,998       | 92,796     |
| 1897 | 1,327,001  | 61,766         | 189,953        | 84,605       | 105,348    |
| 1898 | 1,668,621  | 37,650         | 245,390        | 125,538      | 119,852    |
| 1899 | 1,918,821  | 74,424         | 274,886        | 144,799      | 130,087    |
| 1900 | 1,859,491  | 79,436         | 296,548        | 140,218      | 156,330    |
| 1901 | 1,845,484  | 79,075         | 325,999        | 154,052      | 171,947    |
| 1902 | 1,672,562  | 91,807         | 323,157        | 148,401      | 174,756    |
| 1903 | 1,627,613  | 85,929         | 322,964        | 148,494      | 174,470    |
| 1904 |            |                | 140,771        | 70,917       | 69,854     |

- 「官私設鉄道運輸延哩程累年表」「官私設鉄道営業収支累年表」『鉄道局年報』明治38年度（国立国会図書館デジタルコレクション）より

## 車両
関西鉄道に引継ぎの車両数は、蒸気機関車12両、客車91両、貨車106両であった。

### 機関車
1 - 5
1894年、米 ボールドウィン社製2-6-2 (1C1) 形タンク機
関西鉄道：形式93、春日（かすが）、番号 93 - 97
鉄道院：3030形 (3030 - 3034)
6 - 12
1897年、瑞 SLM社製2-6-0 (1C) 形タンク機
関西鉄道：形式98、三笠（みかさ）、番号 98 - 104
鉄道院：2800形 (2800 - 2806)

### 客車
開業時は、一二等合造車3両、二等車3両、三等車18両、三等荷物合造車3両、郵便荷物合造車3両の30両であったが、1896年には一等車1両、一二等合造車3両、二等車2両、三等車18両、三等郵便合造車2両、三等荷物合造車4両の計30両を増備して60両と倍増した。さらに1898年には、二三等合造車3両、三等車18両、三等荷物合造車3両、郵便荷物合造車3両の計31両を増備して91両となり、以後は関西鉄道統合まで変化はなかった。
関西鉄道統合時の両数は計91両であった。
- 一等車1両（関西鉄道 402。国有化後 イ105[9]）
- 一二等合造車9両（関西鉄道 403 - 411。国有化後 イロ324, 325, 293 - 298, 326[10]）
- 二等車6両（関西鉄道 412 - 417。国有化後 ロ752 - 756, 621[11]）
- 二三等合造車3両（関西鉄道 418 - 420。国有化後 ロ886, 898, 899[12]）
- 三等車54両（関西鉄道 421 - 472。国有化後 ハ2314 - 2320, 2343 - 2352, 1918 - 1926, 1909 - 1917, 2322 - 2338, 2321, 2339[13]）
- 三等郵便合造車2両（関西鉄道 475, 476。国有化後 フハユ3491, 3492[14]）
- 三等荷物合造車10両（関西鉄道 94 - 103。国有化後 ハニ3560 - 3562, 3662 - 3664, 3666 - 3668, 3665[15]）
- 郵便荷物車6両（関西鉄道 104 - 109。国有化後 ユニ3924 - 3926, 3850 - 3852[16]）

### 貨車
開業時は、有蓋車29両、無蓋車10両、土運車6両、緩急車2両の計47両であった。その後、1897年に73両、1900年に106両となり、以後は関西鉄道統合まで変化はなかった。合併時の内訳は、有蓋車65両（関西鉄道 816 - 878, 914, 915。国有化後 ワ14702 - 14710, 14712 - 14729, 14744, 14730 - 14743, 14745 - 14747, 7607 - 7624, 14711, 7625。1両は国有化前に廃車）、無蓋車23両（関西鉄道 879 - 901。国有化後 ト15661 - 15682。1両は国有化前に廃車）、土運車10両（関西鉄道 902 - 909, 118, 119。国有化後 ツ3078 - 3085、フツ1340, 1341）、材木車4両（関西鉄道 910 - 913。国有化後 チ542 - 545）、緩急車4両（関西鉄道 114 - 117。国有化後 ワフ4663, 4664, 4611, 4612）である。

### 車両数の推移
| 年度 | 機関車 | 客車 | 貨車 |
| ---- | ------ | ---- | ---- |
| 1895 | 5      | 30   | 47   |
| 1896 | 5      | 30   | 47   |
| 1897 | 8      | 60   | 73   |
| 1898 | 10     | 91   | 101  |
| 1899 | 12     | 91   | 101  |
| 1900 | 12     | 91   | 106  |
| 1901 | 12     | 91   | 106  |
| 1902 | 12     | 91   | 106  |
| 1903 | 12     | 91   | 106  |

- 「私設鉄道現況累年表」『鉄道局年報』明治38年度（国立国会図書館デジタルコレクション）より